# Скрытокучница Стеллера
Скрытоку́чница Сте́ллера (лат. Cryptográmma stélleri) — многолетний папоротник, вид рода Скрытокучница (Cryptogramma) семейства Птерисовые (Pteridaceae).
Вид назван в честь немецкого естествоиспытателя Георга Вильгельма Стеллера.

## Распространение и экология
Произрастает в горных лесах, предпочитая районы с более континентальным климатом. Встречается на всей территории Голарктики. На территории России встречается на Дальнем Востоке от Амурской области и Северного Сахалина до Чукотки. На полуострове Камчатка растёт в верхнем течении ручья Исхаладыч (окрестности села Ганалы, пояс каменноберёзовых лесов), на склонах вулкана сопка Плоская (окрестности посёлка Козыревск, пояс лиственничных лесов) и на выходе туфа по борту реки Тумхан у Пущинских горячих ключей. В Северной Корякии встречается в Пенжинском и Олюторском районах Камчатского края.
Также вид встречается на Таймырском полуострове. Произрастает в северной части гор Путорана (озеро Аян, озеро Боковое) и в окрестностях озера Кутарамакан. Встречается в низкогорьях северного обрамления Анабарского плато в среднем и нижнем течении реки Фомич, по северной периферии Афанасьевских озёр, а также на скальных выходах вдоль рек Котуйкан, Котуй и Маймеча. Предпочитает сырые тенистые горные осыпи в глубоко врезанных каньонах, а также сырые плитчатые участки склонов на местах внутреннего стока. В 2016 году небольшие популяции были обнаружены также в восточной части озера Лама на скалах близ водопадов.
К известнякам вид индифферентен, хотя в целом предпочитает кристаллические породы. Встречается спорадично, но всегда скоплениями.

## Биологическое описание

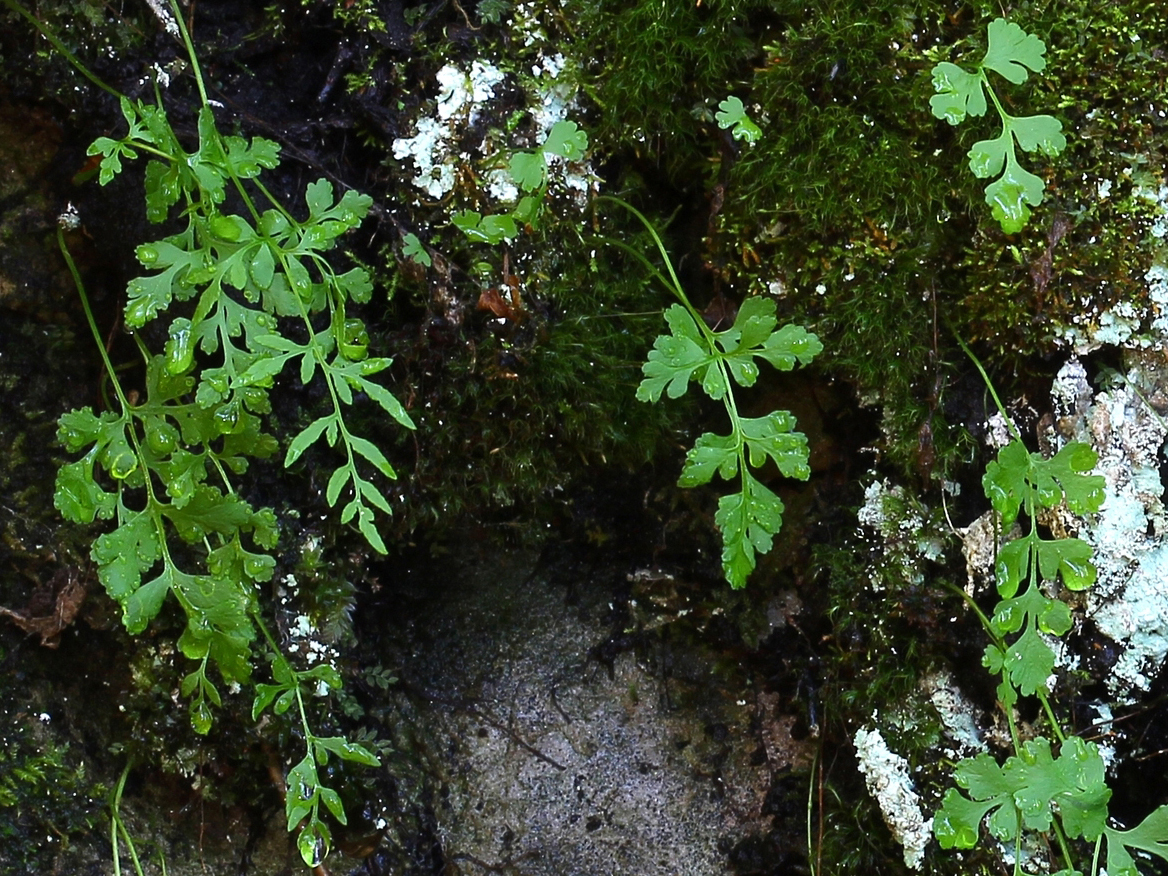
Общий вид растения

Высота растения до 10-12 сантиметров, имеет тонкое, толщиной до 1,5 миллиметров, ползучее корневище и одиночные листья.
Черешки обычно примерно равны пластинкам, по всей длине или в нижней части жёлто-бурые или золотистые, блестящие, голые, близ основания с немногими ланцетными или ланцетно-яйцевидными, легко опадающими светло-бурыми чешуями. Пластинки вегетативных вай продолговатые или широколанцетные, голые, один раз или дважды перисторассечённые. Перья на черешке до 1,5 миллиметров длиной или цельные, обратнояйцевидные или обратноланцетные.
Спороносные перья занимают верхнюю часть смешанной вайи или образуют спороносные вайи, по форме пластинки сходны с вегетативными. Их конечные доли продолговато-ланцетные, тупые, у основания сильно суженные, 3-10 миллиметров длиной и 1,5-3 миллиметра шириной, с завернутыми на нижнюю сторону краями. Сорусы прикраевые, полностью прикрытые перепончатым краем пластинки — ложным индузием.

## Охранный статус
Во многих регионах России скрытокучница Стеллера относится к редким видам и внесена в региональные красные книги, в том числе в Красную книгу Камчатского края, Красную книгу Чукотского автономного округа, Красную книгу Амурской области.
Подлежит охране на территории Камчатского края в природном парке «Ключевской», на территории Чукотского автономного округа — в природно-этническом парке «Берингия».
Основными лимитирующими факторами являются своеобразие экологии вида (приуроченность к карбонатным породам), возможное хозяйственное использование территории для добычи полезных ископаемых и выпаса оленей.